# 수요의 법칙
수요의 법칙(Law of demand)은 다른 모든 조건이 동일하다고 가정할 때 재화의 가격이 상승하면 수요량은 감소하고, 가격이 하락하면 수요량이 증가하는 가격과 수요량 사이의 반비례 관계를 '수요의 법칙'이라고 한다.
즉 수요의 법칙은 가격이 원인 (독립변수)이고 이에 따른 수요량이 결과 (종속변수)인 것으로 시장에서 수요가 증가하면 구매 경쟁이 심화되어서 가격이 상승하고, 수요가 감소하면 판매 경쟁이 심화되어서 가격이 하락하는 현상과는 완전히 다른 개념이다.

## 같이 보기
- 공급의 법칙
- 수요와 공급